# 全商扦
全商扦（1981年2月28日—）是一名韩国举重运动员，身高1.83米。2010年，在广州亚运会中以428千克夺得男子105公斤以上级举重亚军。他也参加了2008年北京奥运会和2012年伦敦奥运会。